# Mioscarta basilana
Mioscarta basilana är en insektsart som beskrevs av Jacobi 1927. Mioscarta basilana ingår i släktet Mioscarta och familjen spottstritar. Inga underarter finns listade i Catalogue of Life.